# Pseudostomella klauserae
Pseudostomella klauserae is een buikharige uit de familie Thaumastodermatidae. Het dier komt uit het geslacht Pseudostomella. Pseudostomella klauserae werd in 2002 voor het eerst wetenschappelijk beschreven door Hochberg. 